# Куйрыктобе
Куйрыктобе — средневековое городище. Расположено в Отырарском районе Южно-Казахстанской области, в 3 км к северо-западу от аула Когам, в 5 км к юго-востоку от средневекового города Отырар, в месте впадения реки Арыс в Сырдарию. Исследовано в 1949—1951 годы Южно-Казахстанской археологической экспедицией (рук. Александр Бернштам), в 1981 году комплексной Южно-Казахстанской археологической экспедицией (рук. Кемаль Акишев). Ныне на мосте Куйрыктобе холмик высотой 7,5 м, с севера на запад 250 м, западная часть длина 125 м, юго-западная часть 225 м, юго-восточная 180 м. В юго-западном углу Куйрыктобе сохранилось шесть цитаделей в виде холмика диаметром 30 м, высота 15 м. Вокруг цитадели остатки 4 башен. В результате археологических раскопок вскрыты культурные слои, относящиеся к VII—XII вв. В этих слоях найдены керамическая посуда, кувшины, чаши, скульптуры людей животных, монеты VII—VIII вв., другие изделия. В ходе исследований установлены развалины мечети, построенной из сырого и жженого кирпича, толщина стен 1,5 м, пл. 36,5×20,5 м. Судя по найденным в ней предметам, мечеть относится к XI—XII вв.